# Сталинград (албум)
„Сталинград“ (на немски: Stalingrad) е тринадесетият студиен албум на групата „Аксепт“, вторият издаден след четиринадесетгодишна пауза в историята на групата и вторият албум на групата с Марк Торнило като вокалист. Издаването на албума е обявено на 18 януари 2012. Излиза на 4 април 2012 г.
„Сталинград“ е издаден от „Нюклиър Бласт“ на 6 април 2012 г. в няколко издания: обикновен CD, двоен червен винил, ограничено издание на двоен бял и червен винил и digipak, състоящ се от ограничено издание на CD с бонус песен и DVD.
Композицията „Сталинград“, която разказва за битките край Сталинград през 1942 – 1943 г., съдържа цитат от химна на СССР, интегриран от китариста Волф Хофман в солова партия на китара. Интересно е, че такава музикална илюстрация е исторически неточна: музиката на този химн е одобрена в СССР едва на 14 декември 1943 г., докато битките при Сталинград завършват през февруари 1943 г.

## Участници в записа
- Марк Торнильо – вокал
- Волф Хофман – китара
- Херман Франк – китара
- Петер Балтес – бас-китара
- Щефан Шварцман – ударни

## Песни в албума[2]
| Заглавие                  | Времетраене |
| ------------------------- | ----------- |
| Hung, Drawn and Quartered | 4:40        |
| Stalingrad                | 6:01        |
| Hellfire                  | 6:13        |
| Flash to Bang Time        | 4:10        |
| Shadow Soldiers           | 5:51        |
| Revolution                | 4:14        |
| Against the World         | 3:39        |
| Twist of Fate             | 5:43        |
| The Quick and the Dead    | 4:27        |
| Never Forget              | 4:52        |
| The Galley                | 7:22        |